# أندرو روبرتس (لاعب كريكت)
أندرو روبرتس (6 مايو 1947 في نيوزيلندا - 26 أكتوبر 1989) (بالإنجليزية: Andrew Roberts)‏ هو لاعب كريكت نيوزلندي. شارك مع منتخب نيوزيلندا الوطني للكريكت.

## وصلات خارجية
- أندرو روبرتس (لاعب كريكت) على موقع إي آس بي آن كريك إنفو (الإنجليزية)